# Jonathan Sadowski
Jonathan Sadowski, né le 23 novembre 1979 à Chicago, Illinois, États-Unis, est un acteur américain. Il est surtout connu pour son rôle dans la série $h*! My Dad Says diffusée aux États-Unis et au Canada, ainsi que pour son rôle de jeune entrepreneur dans la série Young and Hungry dont il partage le casting avec Emily Osment. Il a également joué dans des films comme She's the Man, Die Hard 4, Vendredi 13 et Chroniques de Tchernobyl.

## Filmographie

### Cinéma
- 2006 : She's the Man : Paul Antonio
- 2007 : Die Hard 4 : Retour en enfer : Trey
- 2009 : Vendredi 13 : Wade
- 2009 : Spring Breakdown : Doug
- 2009 : The Goods: Live Hard, Sell Hard : Blake
- 2012 : Chroniques de Tchernobyl : Paul

### Télévision
- 2003 : NCIS : Lieutenant Norski (1 épisode)
- 2007 : Entourage : un assistant de Brett Ratner
- 2007 : Dr House : Dr Mason (2 épisodes)
- 2007 : Chuck : Laszlo Mahnovski (1 épisode)
- 2008 : Terminator : Les Chroniques de Sarah Connor : Sayles (3 épisodes)
- 2010 - 2011 : S#*! My Dad Says : Henry Goodson (acteur principal)
- 2014 - 2018 Young and Hungry : Josh Kaminski (acteur principal)